# British Dental Journal
Il British Dental Journal è una rivista medica bimestrale sottoposta a revisione paritaria e pubblicata da Nature Research per conto della British Dental Association di cui è la rivista ufficiale. È stata fondata nel 1872 col nome di Monthly Review of Dental Surgery e ribattezzata Journal of the British Dental Association nel 1881, prima di assumere il titolo attuale nel 1904. Ha assorbito il Mouth Mirror and Dental Gazette (nel 1950) e successivamente il Dental Magazine (nel 1970).
La rivista è membro del Committee on Publication Ethics.
Secondo il Journal Citation Reports, nel 2020 la rivista aveva ricevuto un fattore di impatto pari a 1,626. Al 2025 ha un avuto un indice H pari a 101.